# Liesbeth Pascal-de Graaff
Louise Elisabeth Pascal-de Graaff –conocida como Liesbeth Pascal-de Graaff– (Arnhem, 11 de octubre de 1946) es una deportista neerlandesa que compitió en remo.
Ganó una medalla de plata en el Campeonato Mundial de Remo de 1974 y una medalla de oro en el Campeonato Europeo de Remo de 1973.

## Palmarés internacional
| Campeonato Mundial | Campeonato Mundial | Campeonato Mundial | Campeonato Mundial |
| Año                | Lugar              | Medalla            | Prueba             |
| ------------------ | ------------------ | ------------------ | ------------------ |
| 1974               | Lucerna (Suiza)    | Medalla de plata   | Cuatro con timonel |
| Campeonato Europeo |                    |                    |                    |
| Año                | Lugar              | Medalla            | Prueba             |
| 1973               | Moscú (URSS)       | Medalla de oro     | Cuatro con timonel |